# Justo Domínguez de la Fuente
Justo Domínguez de la Fuente   (Navamorcuende, 6 d'agost de 1940 - Barcelona, 30 de desembre de 2011) fou secretari general de la UGT de Catalunya des del 1983 fins al 1990.

## Biografia
Treballador de l'Empresa de Transports de Barcelona. Als catorze anys va arribar a Madrid, on residia la seva germana, per treballar com a repartidor de llet i posteriorment en una fàbrica de iogurts. En finalitzar el servei militar va marxar a Barcelona, on vivia un germà.
A la capital catalana, Domínguez va començar a treballar com a conductor de tramvies i, poc després, va obtenir plaça per a ser conductor d'autobusos. Des d'aquest sector va començar el seu activisme polític en defensa dels drets dels treballadors. El 1966, segons les seves pròpies paraules recollides a la web de la UGT, un grup de persones va iniciar una queixa "per la qüestió de la seguretat" en els autobusos i ell era una d'aquestes persones. Així va ser com va visualitzar per primera vegada la seva defensa del social, en plena dictadura.
El 1968 va promoure la negociació d'un conveni col·lectiu i, el 1969, després obtenir-lo Seat, es va signar amb els treballadors dels autobusos. A partir de 1972, Domínguez intensifica els seus contactes amb el món sindical, però es distancia amb el sector comunista de les revoltes als carrers de Barcelona. El 1973, la llista de Justo Domínguez guanya les eleccions al jurat d'empresa dins el sindicat vertical i al marge de les llistes que presentava el PSUC. Fins a 1976 les llistes que donava suport Domínguez van guanyar. És llavors quan entra a formar part de la UGT de la mà de dos militants de la Federació Catalana del PSOE. Es va afiliar al sindicat i al partit polític.
Segons la UGT, només Justo Domínguez va aconseguir en un any més de 600 nous militants per al sindicat; i va obtenir una gran repercussió a tot Catalunya. Del 1983 al 1989 va ser secretari general de la Federació de Transports, Comunicacions i Mar de la UGT de Catalunya. El 1983 es va presentar per dirigir el sindicat a Catalunya i va obtenir la Secretaria General, que va mantenir fins a 1990.
Durant la campanya de les eleccions autonòmiques de Catalunya de 1984, va formar part de l'òrgan consultiu del candidat del PSC-PSOE a la presidència de la Generalitat (Raimon Obiols) i va ser elegit diputat per Barcelona al Parlament de Catalunya, càrrec que va exercir des de maig de 1984 a abril de 1989.
Al Partit Socialista de Catalunya va estar adscrit al sector mes espanyolista del partit. Va ser un dels fundadors d'Ágora Socialista, corrent d'opinió d’accentuat anticatalanisme.
Va morir a Barcelona el 29 de desembre del 2011.
La UGT va destacar el llegat de "valentia, compromís, lluita contra la injustícia i defensa dels treballadors" que deixa Domínguez, així com el treball que va realitzar contra la dictadura i la recuperació de la democràcia.